# Ludomir Cieński
Ludomir Cieński herbu Pomian (ur. 22 sierpnia 1822 w Oknie, powiat horodeński, zm. 21 lutego 1917) – polski polityk, ziemianin.

## Życiorys
Syn Udalryka Mikołaja Cieńskiego (1790–1872) i Julii z Dzierzkowskich (1789–1831).
W młodości zarządzał wraz z ojcem rodzinnym majątkiem. Brał udział w życiu politycznym Galicji. W 1848 został członkiem Gwardii Narodowej. W 1863 został mianowany komisarzem wojennym. W latach 1865–1866 był przewodniczącym komisji głodowej działającej w Galicji. Był posłem sejmu krajowego galicyjskiego. 

## Życie prywatne
Poślubił córkę kapitana wojska polskiego Spytka Jordana z Zakliczyna, Magdalenę Jordan (1825–1902). Synowie: Leszek Cieński (1851–1913), poseł sejmu galicyjskiego, Stanisław Spytek Cieński (1849–1920) poseł do parlamentu austriackiego, Tadeusz Cieński (1856–1925), polityk galicyjski, Adolf Cieński (1853–1960).